# マリオアウトレット
マリオアウトレット（朝: 마리오 아울렛）は、ソウル特別市衿川区加山洞にある都市型アウトレットである。
住所：서울특별시 금천구 디지털로9킬 23

## 周辺
- 加山デジタル団地駅

- ロッテファクトリーアウトレット加山店
- 国民年金公団九老金川支店